# نوكيا 3280
نوكيا 3280 هو أحد أجهزة نوكيا، شركة الهواتف والتقنية النقالة. يأتي هذا الجهاز مع شاشة نوعها 84 * 48 ذو لون واحد (مونوكروم). تم إصدار هذا الجهاز في 2001. أما بالنسبة لوضعية إنتاجه الحالية فلم يعد يتم إنتاجه. تقنيته/تردده هي أي إم بي إس/وصول متعدد بتقسيم الترميز. جيل الجهاز هو DCT3. عامل الشكل (التصميم) للجهاز هو "قطعة حلوى.